# 张磊 (自行车运动员)
张磊（ZHANG Lei，1981年4月4日—），山东济南人，中国男子自行车運動員。其胞弟张淼同為國家自行车隊成員。

## 簡歷
2010年11月，张磊代表中國參加亞運會自行車比賽，在男子争先赛和团体爭先賽，贏得兩面金牌；後在男子凯林赛中，在比賽期間被其他选手撞倒受傷，无缘奖牌。